# Langenstraße 11/12 (Stralsund)
Das Haus Langenstraße 11/12 in Stralsund ist ein denkmalgeschütztes Bauwerk in der Langenstraße, Ecke Unnütze Straße.

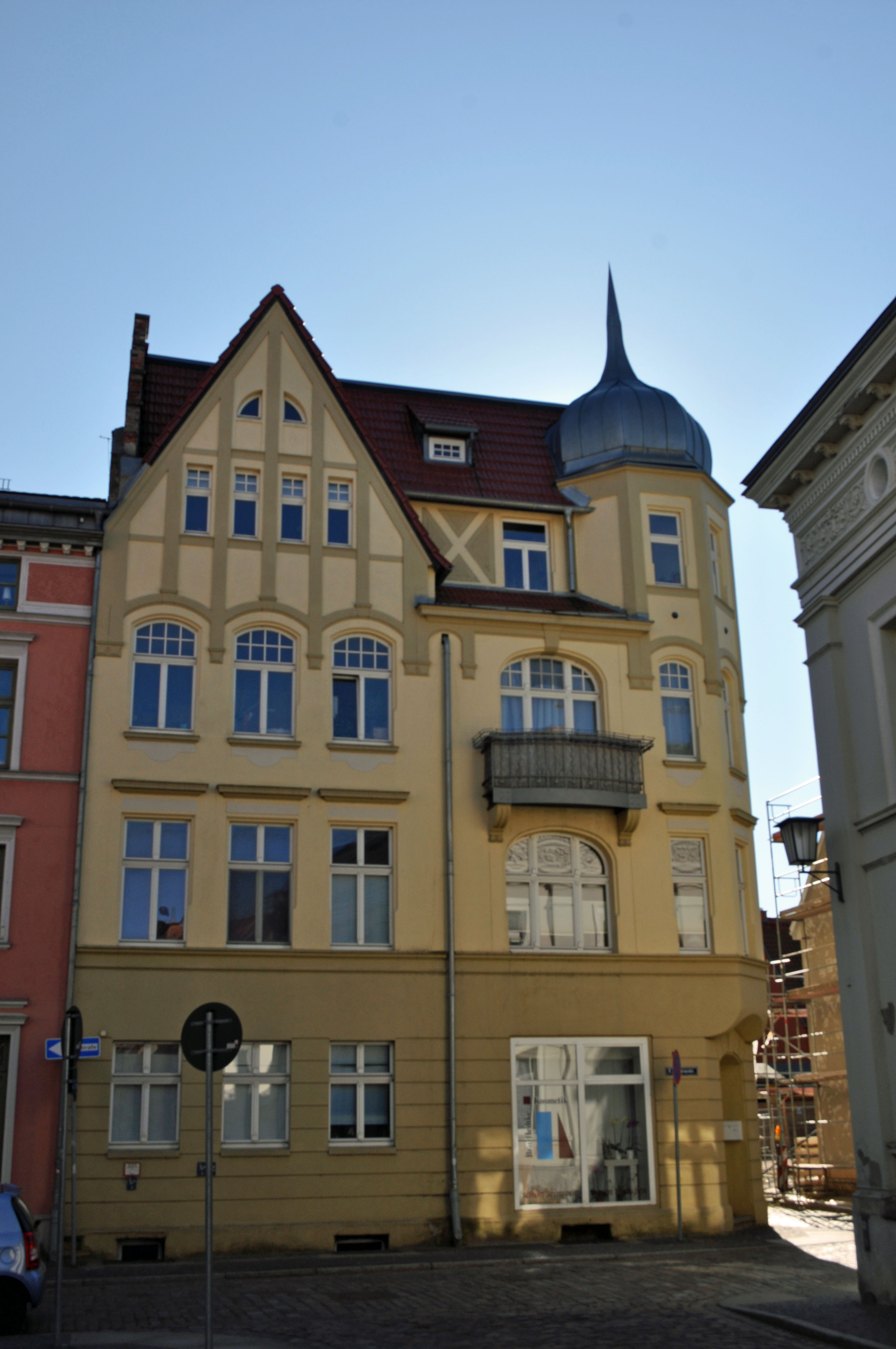
Haus Langenstraße 11/12 in Stralsund (2012)

Das dreigeschossige, verputzte Haus steht an der Ecke zur Unnützen Straße. Die abgeschrägte Ecke wird durch einen Erker betont. Die beiden Fassaden zur Langenstraße und zur Unnützen Straße sind seitlich jeweils durch ein Zwerchhaus gefasst. Das übergiebelte, von Pilastern gerahmte Portal in der Unnützen Straße stammt vom ursprünglichen Bau aus der Gründerzeit; der Gesamtbau wurde im Jahr 1900 erneuert.
Das Haus im Kerngebiet des von der UNESCO als Weltkulturerbe anerkannten Stadtgebietes des Kulturgutes „Historische Altstädte Stralsund und Wismar“ ist in die Liste der Baudenkmale in Stralsund eingetragen.